# Гослен, Филипп
Филипп Гослен (фр. Philippe Gosselin; род. 1966)  — французский политик, член партии Республиканцы, депутат Национального собрания от департамента Манш.

## Биография
Родился 23 октября 1966 года в городе Карантан (департамент Манш). Во время обучения в институте Сен-Ло в 1984 году был одним из основателей в департаменте Манш молодежного движения в поддержку свободного образования и принимал участие в первом Всемирном дне молодежи в Риме. Окончил Институт политических исследований в Париже и Институт исследований в области национальной обороны (IHEDN) в Париже. 
В 1995 году Филипп Гослен впервые был избран мэром коммуны Ремийи-сюр-Лозон и президентом сообщества коммун кантона Мариньи. Впоследствии еще трижды, в 2001, 2008 и 2014 годах, переизбирался на пост мэра Ремийи-сюр-Лозона. В 2014 году был избран вице-президентом ассоциации коммун агломерации Сен-Ло.
В 2007 году Филипп Гослен сменил Жана-Клода Лемуэна в качестве кандидата партии Союз за народное движение на выборах в Национальное собрание по 1-му избирательному округу департамента Манш и одержал победу. В дальнейшем он также побеждал на выборах по этому округу в 2012 и 2017 годах. 
В 2007 году был избран лидером партии Союз за народное движение в департаменте Манш. Во время праймериз 2016 года сначала поддерживал Эрве Морена, а когда он выбыл из борьбы за выдвижение кандидатом в президенты – Алена Жюппе. 
В июле 2021 года Филипп Гослен в паре с Адель Омме был избран в Совет департамента Манш от кантона Сен-Ло-1.
Убежденный католик, он выступает в поддержку донорства, против эвтаназии и легализации однополых браков.
На выборах в Национальное собрание в 2022 году он вновь баллотировался в первом округе департамента Манш от правого избирательного блока и сохранил мандат депутата, набрав во втором туре 68,8 %. В Национальном собрании является вице-председателем Комиссии по конституционному законодательству и общему управлению.

## Занимаемые должности
24.06.1995 — 31.12.2016 — мэр коммуны Ремийи-сюр-Лозон 

с 20.07.2007 — депутат Национального собрания Франции от 1-го округа департамента Манш 

с 01.07.2021 — член Совета департамента Манш от кантона Сен-Ло-1